# فريزر هنت
فريزر هنت (بالإنجليزية: Frazier Hunt)‏ هو مقدم برامج إذاعية أمريكي، ولد في 1 ديسمبر 1885، وتوفي في 24 ديسمبر 1967.